# موگامبو
موگامبو (به انگلیسی: Mogambo) فیلمی تکنی کالر در ژانر ماجراجویی، درام و رمانتیک، به کارگردانی جان فورد است که در سال ۱۹۵۳ منتشر شد.از بازیگران آن می توان به کلارک گیبل، اوا گاردنر و گریس کلی اشاره کرد.